# Río Kirshija
El río Kirshija (en ruso: Киршиха es un río del óblast de Tiumén, en Rusia. Es un afluente por la izquierda del río Vagái, que lo es del río Irtish, y este a su vez del río Obi, a cuya cuenca hidrográfica pertenece.

## Geografía
Su curso tiene una longitud de 13 km y discurre principalmente en dirección este. Nace a 109 m sobre el nivel del mar, dos kilómetros al oeste de Oktiabrski. Desemboca a 69 m sobre el nivel del mar en la localidad de Aromáshevo, a 361 km de su desembocadura en el Irtish.